# داش بلاغ (گرمی)
داش بلاغ یک منطقهٔ مسکونی در ایران است که در دهستان اجارود غربی واقع شده‌است. براساس سرشماری مرکز آمار ایران در سال ۱۳۹۵، داش بلاغ ۴۹ نفر جمعیت دارد.